# Bathyopsurus nybelini
Bathyopsurus nybelini is een pissebed uit de familie Munnopsidae. De wetenschappelijke naam van de soort is voor het eerst geldig gepubliceerd in 1955 door Nordenstam.